# Magazin der Woche
Das Magazin der Woche war eine wöchentliche Umschau der ARD, die sich aus regionalen Sendebeiträgen der einzelnen Landesrundfunkanstalten zusammensetzte. Sie wurde von 1961 bis 1989 ausgestrahlt, mit der Redaktion der Sendung wurde der Hessische Rundfunk beauftragt. Der Sendetermin lag anfänglich am Sonntagnachmittag um 13:00 Uhr, wurde im Laufe der Jahre aber mehrmals geringfügig geändert. Die Sendedauer betrug zwischen 45 und 90 Minuten. Letztmals wurde die Sendung am 24. September 1989 ausgestrahlt.

## Moderatoren
- Joachim Cadenbach
- Walter Born
- Ann Ladiges
- Michaele Scherenberg
- Dieter Möller